# Москва в снежном убранстве
«Москва́ в сне́жном убра́нстве» (фр. Moscou sous la neige) — немой документальный короткометражный фильм Жоржа Мейера 1908 года, показывающий Москву зимой 1907/08 года. Известен также под названиями «Москва под снегом» и «Москва в снегу».
Первый фильм, снятый в России на московском отделении студии «Братья Пате».
Первый показ ленты состоялся 9 апреля 1909 года в США.

## Сцены / Хронометраж
Кинолента представляет собой кинохронику и состоит из девяти статичных сцен, сюжетно не связанных между собой.
| #  | Хронометраж   | Краткое описание                                                                          |
| -- | ------------- | ----------------------------------------------------------------------------------------- |
| 1. | 00:05 — 01:07 | Кремлёвская набережная, вид из-за реки от Москворецкого моста.                            |
| 2. | 01:07 — 01:24 | Красная площадь.                                                                          |
| 3. | 01:24 — 01:46 | Сцена в Кремле у Арсенала, Царь-пушка.                                                    |
| 4. | 01:46 — 02:45 | Ивановская площадь Московского Кремля.                                                    |
| 5. | 02:45 — 03:41 | Улица Кузнецкий мост.                                                                     |
| 6. | 03:41 — 04:45 | В Охотном ряду.                                                                           |
| 7. | 04:45 — 06:36 | Прогулки в Петровском парке.                                                              |
| 8. | 06:36 — 07:11 | Панорамный обзор с Филаретовой пристройки Успенской звонницы Кремля на западную сторону.  |
| 9. | 07:11 — 07:25 | Панорамный обзор с Филаретовой пристройки Успенской звонницы Кремля на восточную сторону. |

## Описание сцен

### Кремлёвская набережная, вид из-за реки от Москворецкого моста

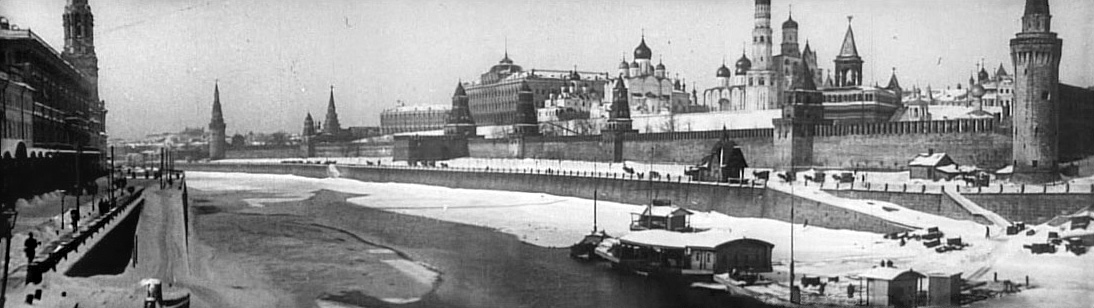
Обзор Кремлёвской набережной со стороны Большого Москворецкого моста

Налево от Беклемишевской (Москворецкой) башни можно увидеть:
- Вознесенский собор Вознесенского женского монастыря, взорванный в 1929 году;
- купола церкви Константина и Елены на подоле в Тайницком саду, снесённой в 1928 году;
- уничтоженный в 1918 году памятник императору Александру II (постамент был снесён в 1920-х годах);
- Тайницкая башня с отводной стрельницей, с которой до 1917 года каждый день в полдень стреляла пушка. Стрельницу разобрали (в очередной раз) в 1930—1933 годах, тогда же были заложены проездные ворота и засыпан колодец.

### Красная площадь

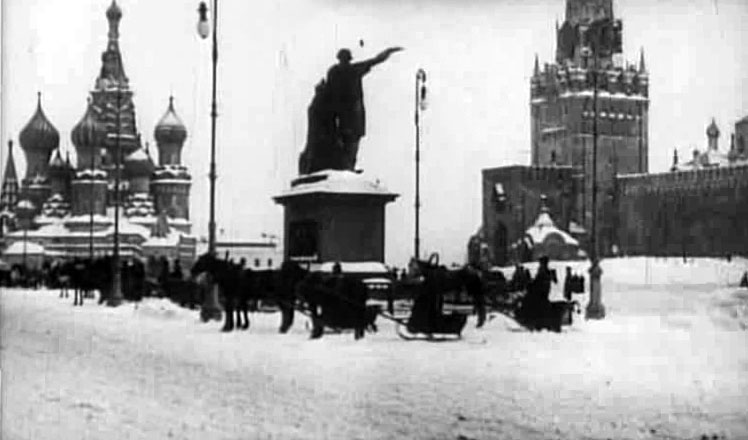
Красная площадь

Съёмка производилась от Верхних торговых рядов.
- На переднем плане видно памятник Минину и Пожарскому на его первоначальном месте установки;
- На втором плане видно Спасскую башню. Направо от неё, выглядывающие из-за крепостной стены, главки Вознесенского собора;
- Собор Покрова Пресвятой Богородицы (храма Василия Блаженного).

### Сцена в Кремле у Арсенала, Царь-пушка

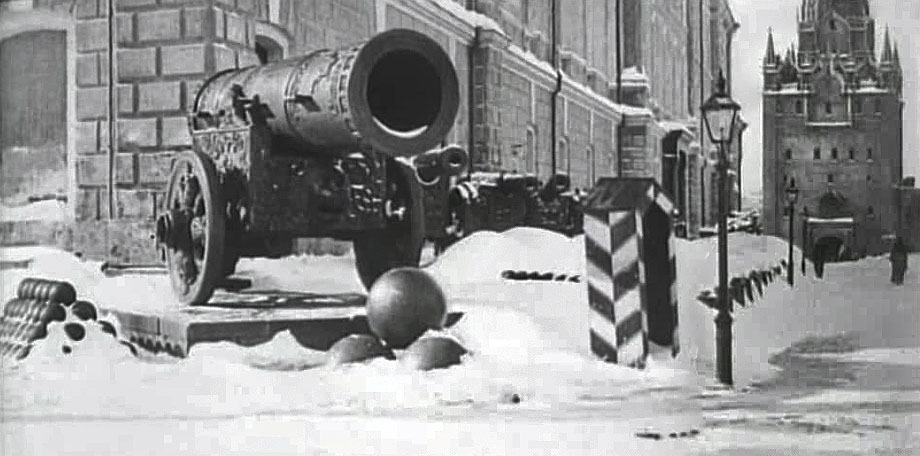
Вид на Никольскую башню от главных ворот здания Арсенала

Вид на Никольскую башню от главных ворот здания Арсенала (Цейхгауза). Царь-пушка у главных ворот Арсенала, где она простояла с XVIII века по 1960-е годы.

### Ивановская площадь Московского Кремля

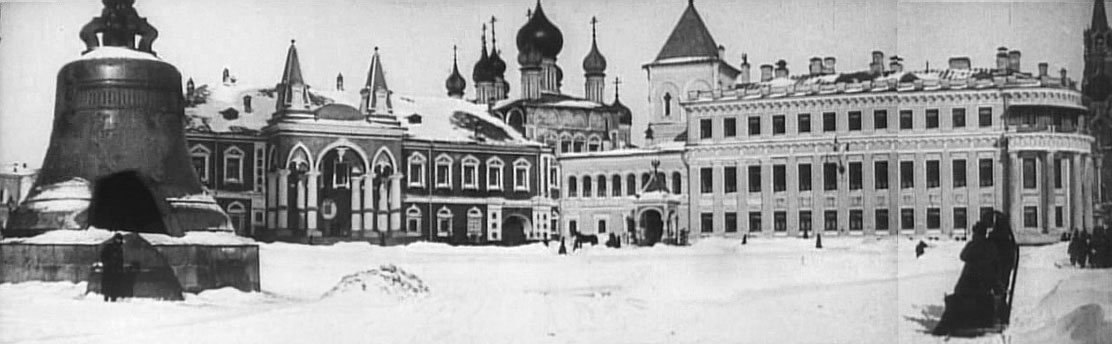
Ивановская площадь Московского Кремля

Слева направо: Царь-колокол, Митрополичий корпус Чудова монастыря, храм Благовещения и Алексия Митрополита, Малый Николаевский дворец, Спасская башня.

### Улица Кузнецкий мост

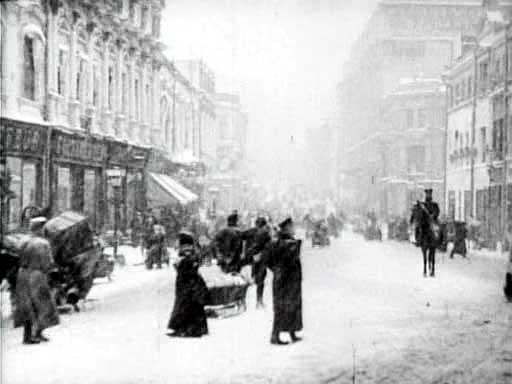
Улица Кузнецкий мост

Улица Кузнецкий мост после пересечения с Петровкой. Вид в сторону Неглинной улицы, справа Солодовниковский пассаж.

### В Охотном ряду

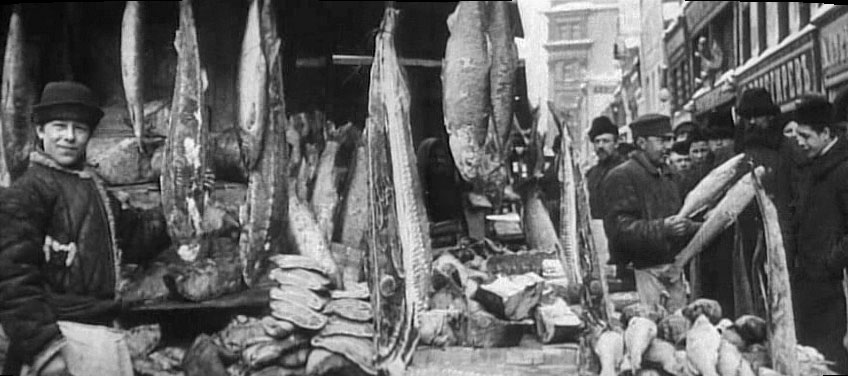
В Охотном ряду

Торговля грибами и рыбой на ярмарке в Охотном ряду на масленичной неделе перед началом Великого поста.

### Прогулки в Петровском парке

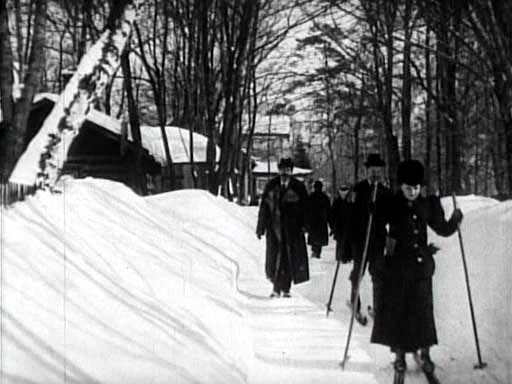
Петровский парк

Прогулки в Петровском парке.

### Панорамный обзор с Филаретовой пристройки Успенской звонницы Кремля на западную сторону

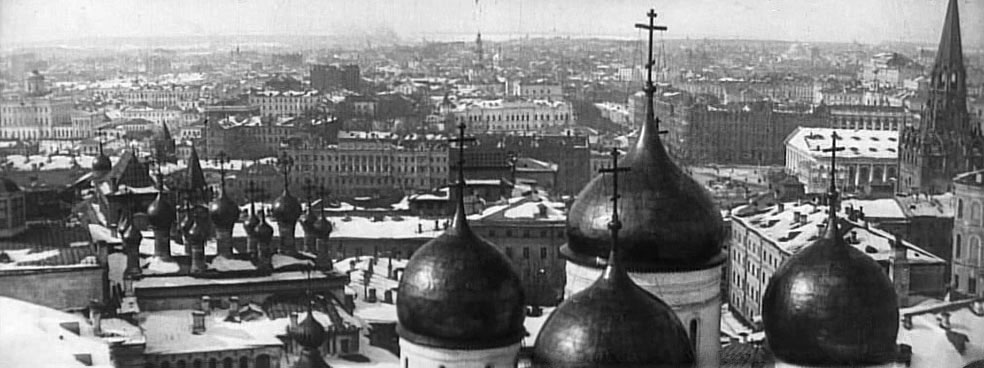
Общий вид Москвы.

Обзор западной стороны с высоты звонницы.
На переднем плане:
- Купола Успенского собора Московского кремля.

На заднем плане:
- слева дом Пашкова;
- по центру — колокольня Крестовоздвиженской церкви (ул. Воздвиженка);
- справа Троицкая башня, за ней виден Манеж и Моховая улица.

### Панорамный обзор с Филаретовой пристройки Успенской звонницы Кремля на восточную сторону
На переднем плане мы видим

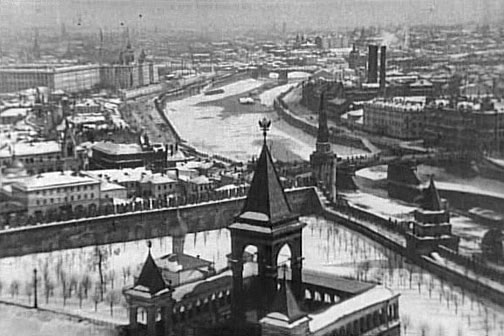
Панорамный вид с Филаретовой пристройки Успенской звонницы Кремля на восточную сторону

- памятник императору Александру II,
- за ним купол церкви Константина и Елены,
- Тайницкий сад.

На втором плане:
- Раушская набережная (до 1870-х годов называлась Заяи́цкая набережная);
- электростанция «Общества электрического освещения 1886 года»;
- Большой Москворецкий мост старого образца (перестроен в 1938 инженером В. С. Кирилловым по проекту архитекторов А. В. Щусева и И. Г. Сардарьян);
- левее, застройка Васильевской площади, Москворецкой улицы и Зарядья;
- Императорский Воспитательный дом.

## Список зданий и памятников, не существующих сегодня
- Вознесенский собор Вознесенского монастыря в Московском Кремле. Разрушен в 1929 году.
- Церковь святых Константина и Елены на Подоле. Снесена в 1928 году.
- Памятник Александру II в Кремле. Памятник убран в 1918 году, постамент — в 1928 году.
- Стрельница Тайницкой башни. Разобрана к 1933 году.
- Чудов монастырь. Разрушен к 1930 году.
- Малый Николаевский дворец. Уничтожен в 1929 году.

## Информация о фильме
- Фильм вышел в США под названием «Moscow Clad in Snow» 9 апреля 1909 года.
- Фильм изначально являлся немым. Тем не менее в восстановленной версии кинокартины, выпущенной ТМ «Красный кофе», имеется музыкальное сопровождение: за кадром звучат фрагменты симфонической картины А. П. Бородина «В Средней Азии».